# Tabanus annamiticus
Tabanus annamiticus är en tvåvingeart som beskrevs av Surcouf 1911. Tabanus annamiticus ingår i släktet Tabanus och familjen bromsar. Inga underarter finns listade i Catalogue of Life.